# Gare de Snippen
La gare de Snippen est une halte ferroviaire de la Gjøvikbanen.  La halte a été mise en service en 1934.

## Situation ferroviaire
La halte est située à 17.68km d'Oslo.

## Service des voyageurs

### Accueil
La halte n'a ni automate ni parking, juste une aubette

### Desserte
La halte est desservie  par des trains locaux en direction de Jaren, Gjøvik et Oslo.